# NGC 2454
NGC 2454 est une galaxie spirale située dans la constellation des Gémeaux. NGC 2454 a été découverte par l'astronome français Édouard Stephan en 1874.

## Caractéristiques
Sa vitesse par rapport au fond diffus cosmologique est de5 056 ± 15 km/s, ce qui correspond à une distance de Hubble de 74,6 ± 5,2 Mpc (∼243 millions d'al).
Selon la base de données Simbad, NGC 2454 est une galaxie LINER, c'est-à-dire une galaxie dont le noyau présente un spectre d'émission caractérisé par de larges raies d'atomes faiblement ionisés.